# حكومة مرباح
حكومة مرباح هي سادس حكومة في عهد الرئيس الشاذلي بن جديد، واستمرت من 9 نوفمبر 1988 إلى 9 سبتمبر 1989.

## أعضاء الحكومة
- رئيس الحكومة : قاصدي مرباح
- رئيس الجمهورية وزير الدفاع : الشاذلي بن جديد
- وزير للشؤون الخارجية : بوعلام بسايح
- وزير الداخلية والبيئة : أبو بكر بلقايد
- وزير الشؤون الدينية : بوعلام باقي
- وزير المجاهدين : محمد جغابة
- وزير العدل : علي بن فليس
- وزير العمل والتشغيل والشؤون الاجتماعية : محمد نابي
- وزير النقل : الهادي خضيري
- وزير الاعلام والثقافة : محمد علي عمار
- وزير المالية : سيد أحمد غزالي
- وزير التجارة : مراد مدلسي
- وزير الري : أحمد بن فريحة
- وزير الفلاحة : نور الدين قادرة
- وزير الأشغال العمومية : عيسى عبد اللاوي
- وزير التعمير والبناء : نذير بن معطي
- وزير الصناعات الخفيفة : محمد الطاهر بوزغوب
- وزير الصناعات الثقيلة : محمد غريب
- وزير الطاقة والصناعات البتروكيماوية : الصادق بوسنة
- وزير الصحة العمومية : مسعود زيتوني
- وزير التعليم العالي : عبد الحميد أبركان
- وزير التربية والتكوين : سليمان الشيخ
- وزير الشبيبة والرياضة : شريف رحماني
- وزير البريد والمواصلات : ياسين فرقاني